# DMSC Bielefeld
DMSC Bielefeld (vollständiger Name: Der Motorsport Club Bielefeld e.V.) ist ein am 11. Mai 1950 gegründeter Motorsportverein aus Bielefeld mit etwa 100 Mitgliedern. Der Motorsport Club ist Mitglied im ADAC und veranstaltet regelmäßig internationale Lang- und Grasbahnrennen auf dem Leineweberring.

## Geschichte

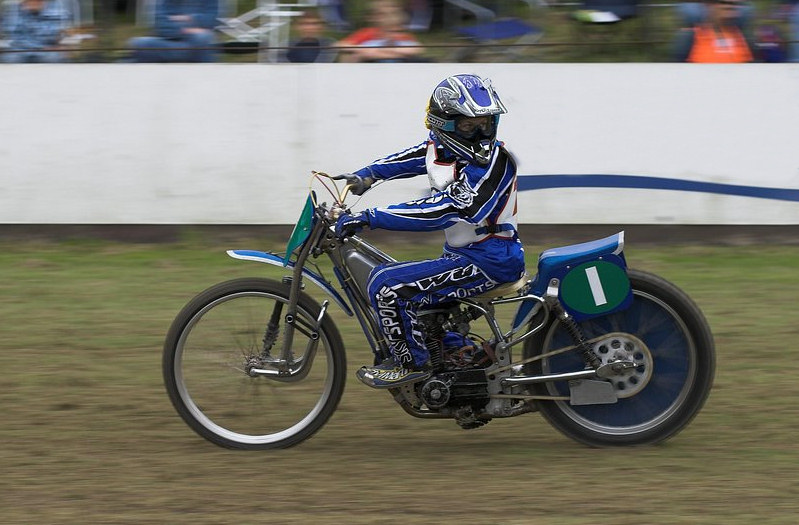
Grasbahnrennen auf dem Leineweberring in Bielefeld

Fünf Jahre nach dem Zweiten Weltkrieg war auch in Bielefeld der Wunsch nach vielfältigen Sportangeboten groß. Als zweitgrößter Produktionsstandort für Zweiräder in Deutschland (nach Nürnberg) lag es für Bielefeld nahe, einen Club zu gründen, der sich dem (Zweirad-)Motorsport verschrieb. Eine Gruppe Bielefelder um den Rechtsanwalt Gründewald gründete den Verein „Der Motorsport Club Bielefeld“.
Schon kurz nach der Gründung wurden die ersten Motorradrennen auf der „Galgenheide“ im Stadtteil Quelle veranstaltet. Die ersten Jahre waren in Sachen Zuschauerzuspruch goldene Jahre. Von 1950 bis 1954 besuchten regelmäßig zwischen 25.000 und 30.000 Menschen die Rennen mit zumeist lokalen Fahrern auf der Galgenheide.
Im Jahr 1969 musste der Verein auf die Suche nach einer neuen Sportstätte gehen, da die Galgenheide nicht mehr zur Verfügung stand. Fündig wurden die Motorsportler im Bielefelder Osten mit der Rennstrecke „Am schwarzen Weg“. Hier wurde auch das erste internationale Rennen unter Federführung des Bielefelder Motorsportclubs veranstaltet. War bei diesem ersten Rennen der einzige ausländische Teilnehmer ein Soldat der britischen Armee, so nahmen schon wenig später international renommierte Fahrer an den Rennen teil.
Auch diese Rennstrecke konnte nicht lange genutzt werden, da die Stadt Bielefeld hier plante, ein neues Stadion für Arminia Bielefeld zu errichten. Auch wenn diese Pläne schlussendlich niemals umgesetzt wurden, kam es zu Gesprächen mit der Stadt Bielefeld über eine Sportstätte, auf der dauerhaft Motorsport betrieben werden konnte. Als Ergebnis dieser Gespräche pachtete Der Motorsport Club Bielefeld 1972 ein Gelände an der Eckendorfer Straße von der Stadt Bielefeld. Im Jahr 1973 wurde hier der 700 Meter lange Leineweberring mit einem Grasbahnrennen eröffnet. In den folgenden Jahren bauten die Mitglieder des Vereins die Strecke sukzessive aus.
In den folgenden Jahren richtete Der Motorsportclub viele hochkarätige Lang- und Grasbahnrennen auf dem Leineweberring aus. Darunter waren die Halbfinalläufe zur Grasbahneuropameisterschaft 1996, die Finalläufe der Gras- und Langbahnweltermeisterschaften 2002 und 2003 sowie die Finalläufe der Seitenwageneuropameisterschaft 2008.